# K. Frank Austen
Karl Frank Austen (* 14. März 1928 in Akron, Ohio; † 23. Juni 2023 in Maine) war ein US-amerikanischer Immunologe.

## Leben
K. Frank Austens Vater, Karl Arnstein, emigrierte 1924 aus der Tschechoslowakei in die Vereinigten Staaten, um als Luftfahrtingenieur für die Good Year Zeppelin Corporation zu arbeiten.
Bevor Austen sein Studium am Amherst College beginnen konnte, erkrankte er 1946 an Polio. Während der Rekonvaleszenz belegte er Physik und Chemie an der University of Akron. Er erwarb 1951 am Amherst College in Amherst, Massachusetts, einen Bachelor und 1955 an der Harvard Medical School in Boston, Massachusetts, einen M.D. als Abschluss des Medizinstudiums. Zunächst arbeitete Austen als Assistenzarzt am Massachusetts General Hospital (MGH) ebenfalls in Boston, wo er unter anderem für Polio-Patienten zuständig war, ging dann aber für zwei Jahre zur U.S. Army nach Fort Sam Houston in San Antonio, Texas und ans Walter-Reed-Militärkrankenhaus in Washington, D.C.
1959 wurde Austen Oberarzt (senior resident) am MGH. Ein Forschungsaufenthalt führte ihn zu John Humphrey und Walter Brocklehurst an das Medical Research Council nach Mill Hill, London, bevor er die Leitung der Pulmonologie am MGH übernahm. 1966 wurde Austen Chefarzt für Innere Medizin am Robert Breck Brigham Hospital in Boston und war federführend an dessen Zusammenschluss mit zwei weiteren Bostoner Krankenhäuser zum Brigham and Women’s Hospital beteiligt.
Austen heiratete 1959 Joyce Chapman.
Er starb am 23. Juni 2023 im Alter von 95 Jahren in seinem Zuhause in Maine.

## Wirken
Austen konnte wesentlich zum Verständnis der Mechanismen beitragen, die die Entzündungsantwort auslösen, verstärken und kontrollieren. Er gilt als Pionier der Biochemie der Freisetzung von Mediatoren aus Mastzellen und der biologischen Eigenschaften der Leukotriene.
Sein Labor beschäftigte sich neben der Molekularbiologie und Zellbiologie der Mastzelle mit den Stoffwechselwegen der Arachidonsäure zu den Cysteinyl-Lekotrienen und zu den Prostanoiden und der Cytokin-Regulation dieser Substanzen in der allergischen Entzündung.
Austen veröffentlichte mehr als 500 wissenschaftliche Publikationen. Mehr als 90 seiner Schüler wurden Universitätsprofessoren oder Leiter von Forschungseinrichtungen.

## Auszeichnungen (Auswahl)
- 1973 Mitglied der American Academy of Arts and Sciences[5]
- 1974 Mitglied der National Academy of Sciences[6]
- 1977 Gairdner Foundation International Award[3]
- 1998 Warren Alpert Foundation Prize
- 2000 Ehrendoktorat des Amherst College[7]
- 2004 Kober Medal[8]

## Schriften (Auswahl)
- hrsg. mit Elmer L. Becker: Biochemistry of the acute allergic reactions. A symposium organized by the Council for International Organizations of Medical Sciences (established under the joint auspices of UNESCO & WHO). Philadelphia: F. A. Davis, 1968.
- Beitrag in: Kimishige Ishizaka (Hrsg.): Mast cell activation and mediator release. Basel: Karger, 1984.